# Saint-Léger (Saboya)
 Saint-Léger  es una población y comuna francesa, en la región de Ródano-Alpes, departamento de Saboya, en el distrito de Saint-Jean-de-Maurienne y cantón de Aiguebelle.

## Demografía
| 247 | 227 | 211 | 169 | 163 | 224 |
| Para los censos de 1962 a 1999 la población legal corresponde a la población sin duplicidades (Fuente: INSEE [Consultar]) |     |     |     |     |     |